# Walter Georg Kühne

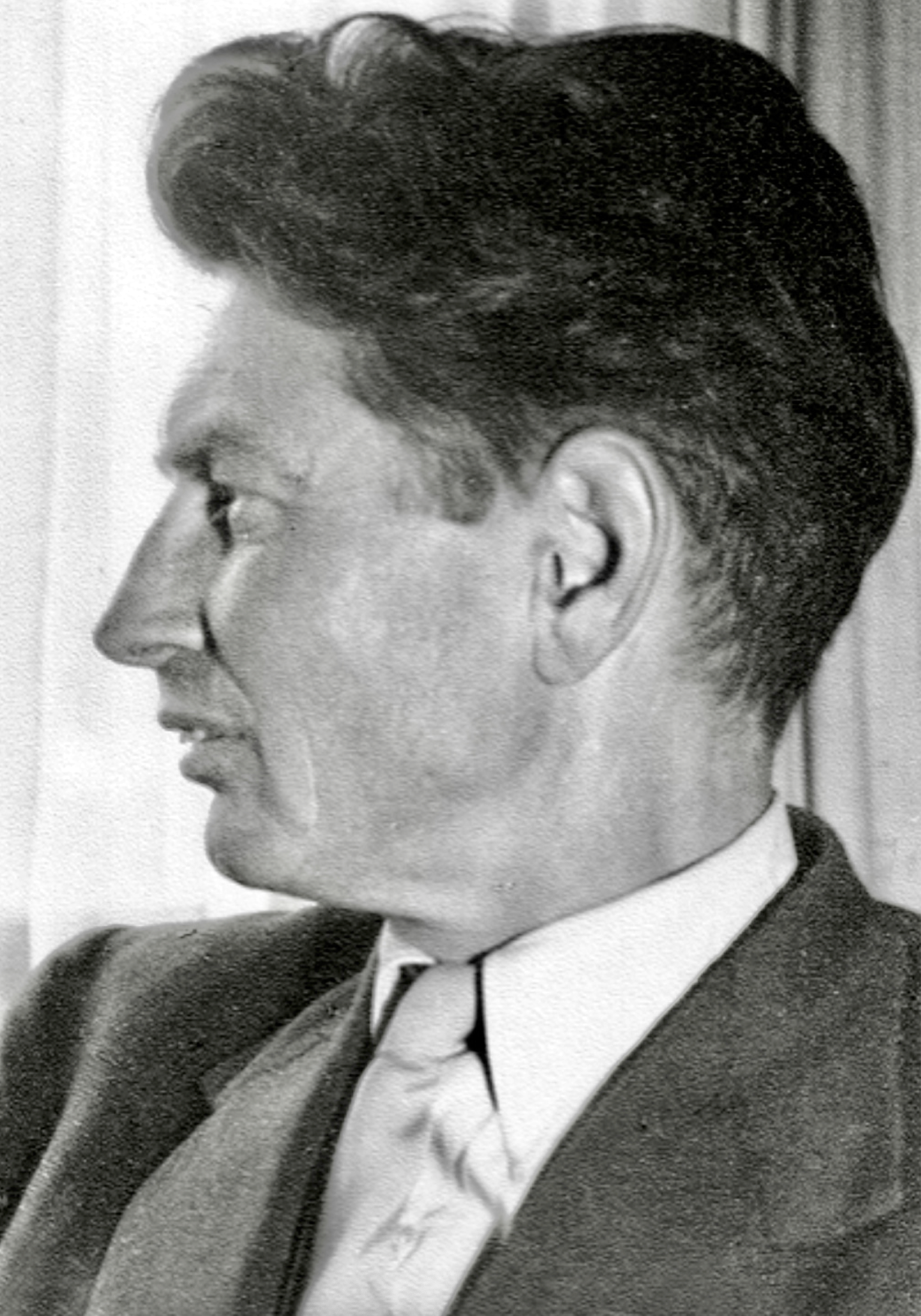
Walter Georg Kühne

Walter Georg Kühne (* 26. Februar 1911 in Berlin; † 16. März 1991 ebenda) war ein deutscher Wirbeltier-Paläontologe, bekannt für Forschungen über mesozoische Säugetiere, die er vor allem in Braunkohlelagerstätten suchte. Kühne war ein Pionier auf diesem Gebiet.

## Kindheit, Jugend und Familie

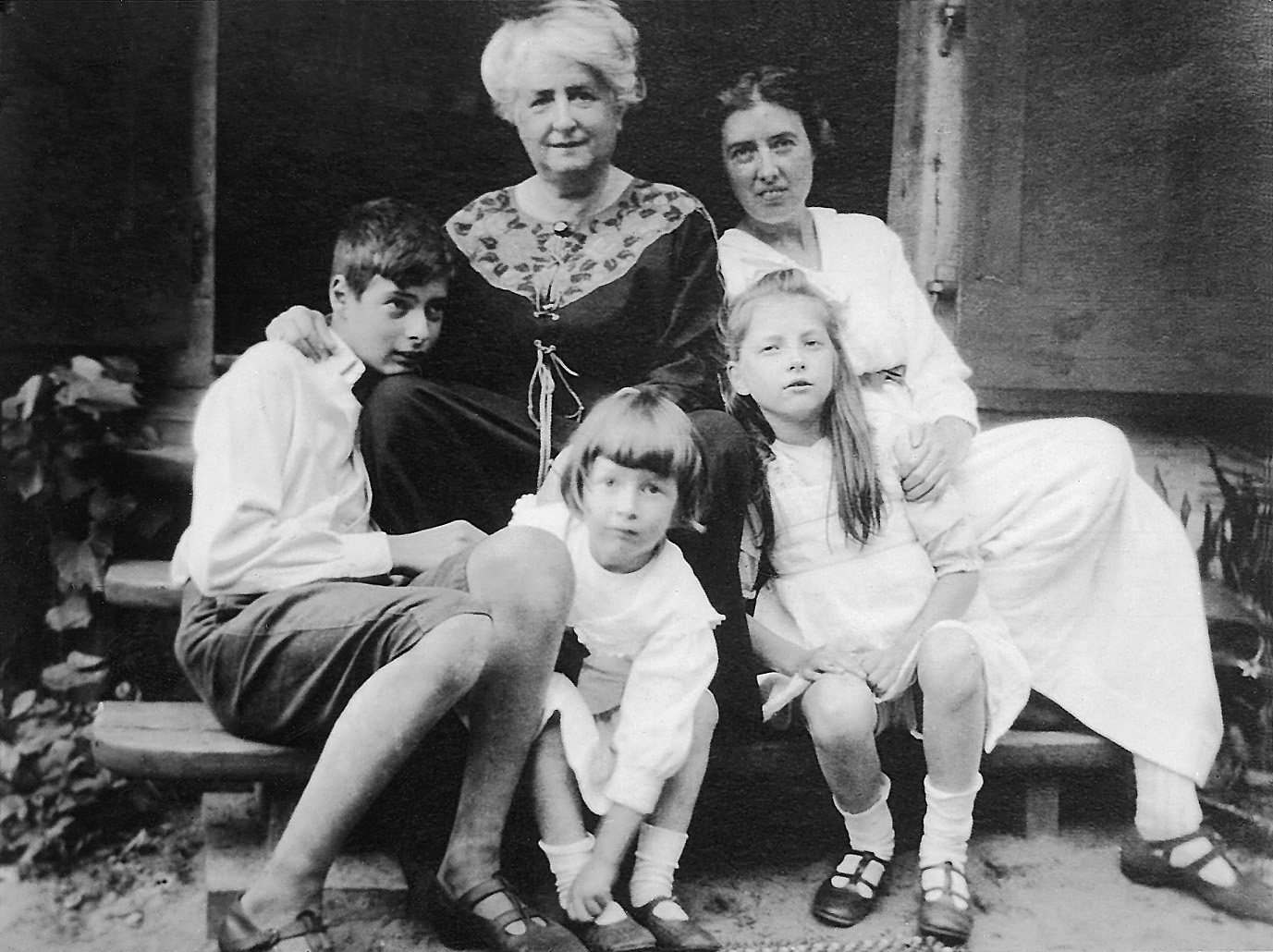
Die Familie des Malers, Zeichners und Graphikers Walter Kühne (1875–1956) ohne den Vater: vorn die drei Kinder Wolfgang (1902–1935), Walter Georg und Maria (1907–1987), rechts Mutter Renata Kühne (1880–1945), geb. von Stülpnagel, hinten links deren Tante Martha Rudolph, geb. Wolff

Er wurde während der Kaiserzeit als Sohn des aus Berlin stammenden Malers, Zeichners und Graphikers Walter Kühne (1875–1956) und dessen Ehefrau Renata von Stülpnagel (1880–1945) geboren, die im Mai 1901 geheiratet hatten. Er hatte zwei ältere Geschwister, Wolfgang (1902–1935) und Maria (1907–1987), genannt „Lauchen“. Seine Kindheit verbrachte der Linkshänder überwiegend in der Lausitz, wo sich die Eltern 1907 ein Landhaus am Ortsrand hatten errichten lassen, das bereits im Jahr seiner Geburt durch Anbauten erweitert wurde.
Walter Georg Kühne war zweimal verheiratet; während seiner ersten Ehe mit Charlotte Petsche von 1934 bis zur Scheidung 1956 hatte er einen außerehelichen Sohn. Während seiner zweiten Ehe ab 1959 mit seiner entfernten Kusine Ursula Kühne bekam er zwei weitere außereheliche Kinder nach seiner Emeritierung.
Walter Georg Kühne wird als ein Mensch beschrieben, der das Provisorium liebte. Eine Atmosphäre des Behelfsmäßigen und Vorläufigen habe für sein Wohlbefinden gesorgt und sei seiner ausufernden Phantasie sehr förderlich gewesen. Was zur Regel bzw. Institution wurde, habe ihn eingeengt; jede Routine sei ihm ein Greuel gewesen. Dieser Charakterzug habe auch sein Privatleben geprägt.

## Schule

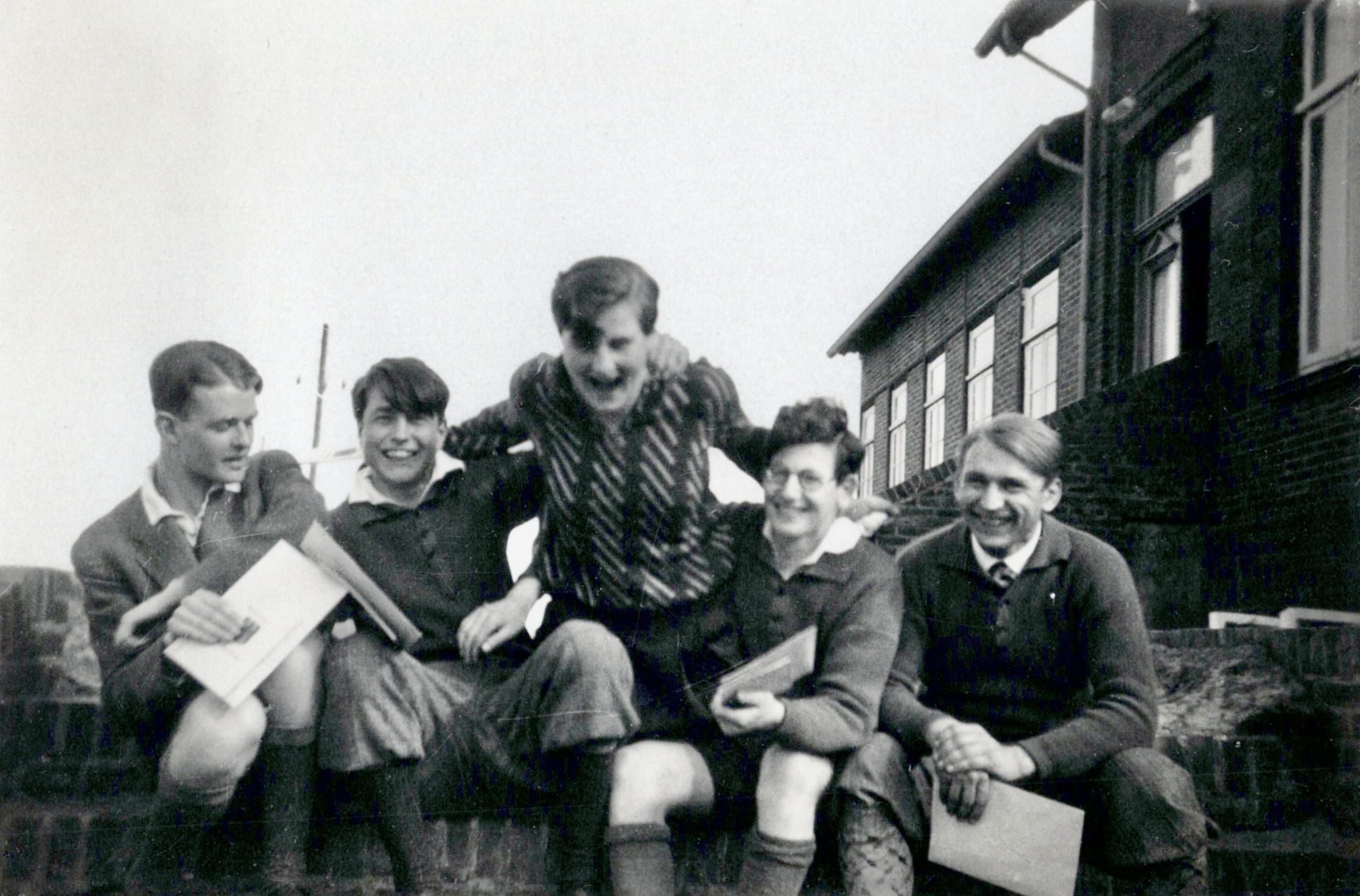
Abiturienten Walter Georg Kühne (2. von links) und Gerhard Bry (4. von links), März 1930

Walter Georg Kühne besuchte zunächst die 1920 von Ernst Putz, Gertrud (1889–1977) und Max Bondy gegründete reformpädagogische Freie Schul- und Werkgemeinschaft Sinntalhof bei Brückenau in Unterfranken. Mit Ernst Putz blieb Kühne zeitlebens, d. h. bis zu dessen Suizid 1933 in NS-Untersuchungshaft, befreundet.
Nach der Schließung des Internats auf dem Sinntalhof wechselte Walter Georg ab 1923 zur Freien Schulgemeinde nach Wickersdorf bei Saalfeld im Thüringer Wald. Dieses Landerziehungsheim hatten zuvor bereits seine beiden Geschwister Wolfgang von 1915 bis 1919 und Maria von 1922 bis 1923 besucht. Vom März 1915 bis zum Dezember 1916 war sein Vater dort als Zeichenlehrer tätig gewesen.
Als es 1924/25 zur Sezession kam, wechselte Walter Georg Kühne zum 30. April 1925 in die Obertertia (Jahrgangsstufe 9) der von Martin Luserke, Paul Reiner, Rudolf Aeschlimann und Fritz Hafner gegründeten Schule am Meer auf die ostfriesische Nordseeinsel Juist, eine Freiluftschule. Dort bestand er im März 1930 seine Reifeprüfung zusammen mit Hans-Ulrich Arnold (* 24. Juni 1908 in Kiel), Gerhard Bry, Felix Henn (* 10. März 1910 in Frankfurt am Main) und Hild Wehnert (* 26. März 1911 in Breslau).

## Berufliche Entwicklung
Sein Studium der Geologie und Paläontologie begann er an der Friedrich-Wilhelms-Universität zu Berlin, wechselte jedoch nach drei Semestern zur Martin-Luther-Universität nach Halle an der Saale, wo er dem Paläontologen und Geologen Johannes Weigelt auffiel. In der Folge wurde er von diesem finanziell gefördert und mit dem entscheidenden Rüstzeug für seine paläontologische Laufbahn ausgestattet.
Nach der Machtabtretung an die Nationalsozialisten kam Kühne 1933 wegen der Verbreitung kommunistischer Parolen für neun Monate in Untersuchungshaft und wurde deshalb noch im selben Jahr, am 6. Oktober 1933, durch die Hallenser Universität relegiert.
Nach seiner Entlassung musste er sich durch ganz unterschiedliche Tätigkeiten ökonomisch über Wasser halten, verkaufte selbst gesammelte Fossilien, arbeitete als Bibliotheksgehilfe, verfasste populärwissenschaftliche Artikel und trug für den preußischen Generalkonservator Unterlagen für ein Verzeichnis mittelalterlicher Kirchenglocken mit Fadenreliefs zusammen. 1934 heiratete er.
Der politische Druck im NS-Staat nahm kontinuierlich zu und ging auch an Kühne nicht spurlos vorüber. Mit seiner Ehefrau Charlotte emigrierte er im Januar 1939 nach England. Nach der Kriegserklärung wurde das Ehepaar als Enemy Alien behandelt und von 1940 bis 1944 auf der Isle of Man interniert. Nach Entlassung und Kriegsende verblieben beide jedoch in England, ein Entschluss, der sich für das Fachgebiet der Wirbeltier-Paläontologie als bedeutsam erweisen sollte.
Geschult durch seine in Deutschland gesammelten Erfahrungen entdeckte er 1939 bei einer Suche nach Fossilien in paläozoischen Sedimenten von Südengland und Wales mesozoische Spaltenfüllungen, die neben anderen wichtigen Vertebraten-Resten den ersten Nachweis eindeutiger Säugetiere aus der Rhät/Lias-Grenze lieferten. Nach Funden in Wales in den 1940er Jahren beschrieb er als erster Morganucodon, eines der ältesten Säugetiere. 1946 beschrieb er nach Funden in Südwestengland die nach ihm Kuehneosaurus benannte Gleitflugechse aus dem Trias. Kühne durfte das von ihm aufgefundene Material des Therapsiden Oligokyphus unter der Leitung von D. M. S. Watson am University College in London bearbeiten. Mit dieser Untersuchung promovierte er im Jahr 1949 an der Rheinischen Friedrich-Wilhelms-Universität in Bonn. 1956 verfasste er dazu die Monographie The liassic therapsid Oligokyphus, die vom British Museum (Natural History) herausgegeben wurde.
Im Jahr 1952 kehrte Kühne nach Deutschland zurück. Die nun in Ost-Berlin liegende Humboldt-Universität war an ihm oder seinem Fachgebiet offenbar nicht interessiert. Kühne musste sich durch den Verkauf von Versteinerungen mühsam über Wasser halten. Als Haupteinnahmequelle erwiesen sich offenbar die von ihm mit großem handwerklichen Geschick mit einem Säure-Verfahren freigelegten winzigen gezackten Graptolithen.
Die 1948 gegründete Freie Universität in West-Berlin offerierte ihm 1956 eine Dozentur für Paläontologie am Geologisch-Paläontologischen Institut der Mathematisch-Naturwissenschaftlichen Fakultät, für die sich insbesondere Max Richter starkgemacht hatte. In der Folge verstand Kühne es, einen Kreis junger Leute um sich zu versammeln, die er für Fossilien und die Evolution zu begeistern vermochte. Aus dieser Keimzelle entstand innerhalb des Instituts die Abteilung Paläontologie, deren Arbeit weitgehend auf die Kunst der Improvisation angewiesen war, diese jedoch unter Kühnes Leitung versiert zu betreiben wusste. Im Jahr 1963 gründete sich der Lehrstuhl für Paläontologie. Kühne wurde zunächst zum außerordentlichen Professor berufen, dann Lehrstuhlinhaber und schließlich 1966 Ordinarius. Im Jahr 1971 wurde aus dem Lehrstuhl ein selbständiges Institut für Paläontologie.
Ende der 1950er Jahre fokussierte Kühne sukzessive auf die frühe Geschichte der Säugetiere. Er erwarb sich besondere Verdienste, indem er sich nicht mit mehr oder weniger zufällig entdecktem Material  befassen wollte. Stattdessen begann er damit, gezielt nach Objekten seines Interesses zu suchen und Kriterien für diese Suche zu definieren. Dadurch wies er der Paläontologie einen neuen, entscheidenden Weg. Er entwickelte eine rege Prospektionstätigkeit in Spanien und Portugal, wobei mehrere Säugetier-Lokalitäten entdeckt wurden, darunter 1959 auch die zentral in Portugal liegende Grube Guimarota bei Leiria, die dann ab 1973 Kühnes Schüler Bernard Krebs eine bis heute unübertroffene Fauna jurassischer Säugetiere geliefert hat. Im Jahr 1976 wurde Kühne emeritiert.
Kühne hielt die Suche nach verborgenen, nicht jedem zugänglichen Dingen für eine praktische Anwendung des dialektischen Materialismus. Diese Auffassung legte er in seinem 1979 erschienenen Werk Paläontologie und dialektischer Materialismus dar, das in der DDR erschien.
Er verstarb im Alter von 80 Jahren. Da er seinen Körper der Wissenschaft zur Verfügung gestellt hatte, wurde er erst zwei Jahre später in Jamlitz beigesetzt.

## Ehrungen
Ihm zu Ehren ist die Gattung früher Säugetiere Kuehneotheria und die Art des Dinosauriers Alocodon kuenei benannt, außerdem die als Kuehneosaurus benannte Gleitflugechse aus dem Trias.

## Werke
- Fadenreliefs mittelalterlicher Kirchenglocken. In: Atlantis – Länder, Völker, Reisen. Martin Hürlimann (Hrsg.), Jahrgang X, Heft 8, Leipzig/Zürich 1938, S. 461–465
- The Tritylodontid reptile Oligokyphus. Inaugural-Dissertation, Mathematisch-naturwissenschaftliche Fakultät, Rheinische Friedrich-Wilhelms-Universität, Bonn 1949, OCLC 720474998
- The Liassic Therapsid Oligokyphus, London, British Museum 1956, OCLC 30187575
- Rhaetische Triconodonten aus Glamorgan. Ihre Stellung zwischen den Klassen Reptilia und Mammalia und ihre Bedeutung für die Reichart'sche Theorie (Habilitationsschrift), 12. Juli 1958. In: Paläontologische Zeitschrift, Band 32, Nr. 3/4, 1958, S. 197–235, OCLC 73957752
- mit Bernard Krebs: History of discovery, report on the work performed, procedure, technique and generalities, in: Friedrich-Franz Helmdach u. a., Contribuição para a fauna do Kimeridgiano da mina de lignito Guimarota (Leiria, Portugal), Memórias dos Serviços Geológicos de Portugal, Direçcâo Geral de Minas e Serviços Geológicos de Portugal (Herausgeber), Lissabon 1968, OCLC 312490177
- Paläontologie und dialektischer Materialismus. VEB Gustav Fischer Verlag, Jena 1979, OCLC 7009219
- Paleontology and dialectis (= Documenta naturae, 62). Kanzler, München 1986, OCLC 75626535
- Quo vadis, Paläontologie? Paläontologische Essays von Walter Georg Kühne 1943–1990 (= Documenta naturae, 113). Rolf Kohring, Thomas Schlüter (Hrsg.), München 1997, OCLC 48724043